# Mukatsar
Mukatsar (en punyabí: ਸ਼੍ਰੀ ਮੁਕੱਤਸਰ ਸਾਹਿਬ ) es una ciudad de la India, centro administrativo del distrito de Mukatsar, en el estado de Punyab.

## Geografía
Se encuentra a una altitud de 203 m s. n. m. a 277 km de la capital estatal, Chandigarh, en la zona horaria UTC +5:30.

## Demografía
Según estimación 2010 contaba con una población de 72 966 habitantes.